# Avril 2015
Le mois d'avril 2015 est le 4e mois de l'année 2015.

## Évènements
- 1er avril : Andrea Belluzzi et Roberto Venturini entrent en fonction comme capitaines-régents de Saint-Marin et succèdent à Gianfranco Terenzi et Guerrino Zanotti.
- 2 avril : 
  - au Kenya, un commando terroriste islamiste somalien Al-Shabbaab composé de 4 hommes pénètre à l'intérieur de l'université de Garissa et prennent en otage des étudiants ;
  - le ministre péruvien de la défense Pedro Cateriano devient président du Conseil des ministres ;
  - un navire-usine comptant 132 personnes à son bord, le Dalni Vostok, fait naufrage en mer d'Okhotsk en Extrême-Orient russe faisant 56 morts et 13 disparus.
- 4 avril : éclipse lunaire ;
- 8 avril : des « cyberdjihadistes » se réclamant de l'État islamique interrompent la diffusion de la chaîne de télévision française TV5 Monde et prennent le contrôle de ses sites internet.
- 9 avril : un homme armé attaque le palais de justice de Milan, tuant trois personnes, dont un juge. Une quatrième personne retrouvée morte sur les lieux est apparemment morte d'une crise cardiaque
- 10 et 11 avril : au Panama a lieu le 7e sommet des Amériques (en) à Panama.
- 11 avril : rencontre historique entre le président américain Barack Obama et le président cubain Raúl Castro, une première entre dirigeants des deux pays depuis 1956. Les deux chefs d'État se sont entretenus lors d’une rencontre formelle en marge du sommet des Amériques.
- 12 avril : 
  - le pape François proclame saint Grégoire de Narek comme 36e docteur de l'Église ;
  - un bateau transportant 400 immigrants clandestins coule pour une raison indéterminée, alors qu’il se trouve entre les côtes libyennes et l'île de Lampedusa en Italie. Au moins 10 personnes meurent, 200 d'entre elles sont secourues, les autres sont portées disparues[1].
- 13 avril : Le Liberland, micronation non reconnue, est auto-proclamé par Vít Jedlička.
- 13 au 15 avril : le président sortant Omar el-Béchir remporte l'élection présidentielle au Soudan.
- 19 et 26 avril : l'ancien vice-premier ministre Mustafa Akıncı remporte le second tour de l'élection présidentielle à Chypre du Nord.
- 19 avril : 
  - le Parti du centre arrive en tête des élections législatives en Finlande;
  - un chalutier transportant des immigrants clandestins chavire à la limite des eaux territoriales libyennes, à environ 220 kilomètres au sud de l’île italienne de Lampedusa avec à son bord plus de 700 personnes ;
  - en France, Sid Ahmed Ghlam est arrêté fortuitement après un meurtre.
- 21 avril : la coalition arabe met fin à l'opération Tempête décisive et commence l'opération Restaurer l'espoir au Yémen.
- 22 avril : le volcan Calbuco, dans le sud du Chili entre en éruption.
- 25 avril :
  - Faure Gnassingbé est réélu à la présidence du Togo ;
  - un séisme de magnitude 7,8 sur l'échelle de Richter frappe le Népal ainsi qu'une partie du Tibet, de la Chine et de l'Inde, causant la mort de plus de 5 000 personnes ;
  - des émeutes éclatent à Baltimore aux États-Unis après la mort de Freddie Gray ;
  - les rebelles syriens prennent la ville de Jisr al-Choghour aux loyalistes.
- 26 avril :
  - élections législatives au Bénin ;
  - le président sortant Noursoultan Nazarbaïev est réélu à la présidence du Kazakhstan pour un sixième mandat.
- 27 avril : lancement de TurkmenAlem52E/MonacoSAT, premier satellite artificiel du Turkménistan.
- 30 avril :
  - écrasement volontaire de la sonde MESSENGER (lancée en 2004) sur la planète Mercure autour de laquelle elle était en orbite depuis 2011 ;
  - Temir Sarïev devient le nouveau premier ministre du Kirghizistan et remplace le démissionnaire Djoomart Otorbaiev.